# Sophie Rain
Sophie Rain (* 22. září 2004 Miami, Florida) je americká internetová celebrita. Po propuštění z práce servírky si založila samostatný účet na OnlyFans. Na konci roku 2024 se stala virální, když na této platformě oznámila svůj výdělek. V prosinci 2024 spoluzaložila Bop House, který byl přirovnáván k The Hype House a Playboy Mansion. Svůj obsah inzeruje na základě svého křesťanství a panenství a objevila se v obsahu NLE Choppa.

## Život a kariéra
Narodila se 22. září 2004 v Miami. Její otec je běloch a matka Filipínka. Navštěvovala kostel v Tampě na Floridě a jako dítě žila ze stravenek. Pracovala jako servírka za minimální mzdu v jedné restauraci, avšak byla propuštěna. Mezitím však zaujala úspěchem na sociálních sítích a po ztrátě zaměstnání si na popud svých přátel založila účet na OnlyFans. Začala také vytvářet obsah se Sierrou Rain, další tvůrkyní obsahu s podobným vzhledem. Na svých sociálních sítích používá přezdívku „SophieRaiin“. V jednom rozhovoru uvedla, že její obsah na OnlyFans je sólo a že je křesťanka a panna. V rozhovoru z prosince 2024 řekla, že se přihlásila do své domovské církve, když nabízela online služby.
Koncem června 2024 zveřejnila spolu s NLE Choppa dvě videa na TikToku, ve kterých si zazpívali na Choppovu písničku „Slut Me Out 2“ – do 10. července získala dvojice 27 200 000 zhlédnutí. Na Den díkůvzdání 2024 si její účet účtoval 10 dolarů měsíčně. V listopadu toho roku nahrála na svůj OnlyFans účet dashboard fotografii, na které uvedla, že za první rok působení na této platformě vydělala 43 milionů dolarů. Stala se virální, Dominique Hines z Evening Standard její úspěch přisoudil jejímu „nekonvenčnímu vzhledu s vypracovanou dospělou postavou a tváří nezletilé dívky“. Do následujícího měsíce byla romanticky spojována s NLE Choppa a Adinem Rossem. Také uvedla, že nedoporučuje ostatním, aby opustili svá zaměstnání a následovali ji v tomto odvětví, neboť „tato kariéra není sluníčko a duha 24 hodin denně, 7 dní v týdnu, a pokud se vám nepodaří dosáhnout velkého úspěchu, nebude to stát za to“. Na druhou stranu popřála „samé úspěchy“ ženám, které již v tomto odvětví pracují. V únoru 2025 nahrála další snímek obrazovky, na kterém uvedla, že vydělala 63 milionů dolarů hrubého zisku a téměř 51 milionů dolarů čistého zisku.
Dne 12. prosince 2024 spolu s tvůrkyní OnlyFans Aishah Sofey založila ve Fort Lauderdale Bop House, ve kterém společně s dalšími tvůrkyněmi obsahu Camillou Araujo, Summer Xiris, Julií Filippo, Alinou Rose, Avou Reyes a Joy Mei žily a podílely se na obsahu OnlyFans. Název kolektivu pochází z anglického „baddie on point“, což je slangový výraz generace Z označující lidi, kteří si vydělávali peníze vlastním tělem, někdy pejorativně. Jeho původních osm tvůrců mělo mezi sebou na TikToku přes 33 milionů sledujících – k 7. lednu 2025 měl kolektiv 1 300 000 sledujících. Rebecca Mitchellová z časopisu Elle přirovnala tento dům k The Hype House a Team 10 Jakea Paula, zatímco Kyle Phillippi z časopisu Vice jej popsal jako „novodobé, TikTokifikované Playboy Mansion plné modelek OnlyFans [bez] starých mužů v hedvábných županech“. V podcastu The Blessing začala diskuze o tom, zda Bop House a podobné účty povzbuzovaly své následovníky k tomu, aby se stali tvůrci obsahu pro dospělé, a zda její otevřené panenství a křesťanství podporovalo zájem o ženy, které byly panny. Kromě toho někteří kritizovali obyvatele domu za to, že se propagují na TikToku a Instagramu, protože tyto stránky jsou přístupné dětem a vedou k návštěvnosti OnlyFans. V únoru 2025 musela zloděje odstranit zásahová jednotka. Téhož měsíce dům spolupracoval s Piper Rockelle, ačkoli jejich příspěvky byly později smazány – v květnu s ní nahrávala videa.